# Himantolophus borealis
Himantolophus borealis — вид вудильникоподібних риб родини Himantolophidae. Це морський, батипелагічний вид. Відомий лише по одному екземпляру, що був спійманий на північному заході Тихого океану на глибині понад 1200 м. Ця рибина була 6,2 см завдовжки. Самці та личинки не відомі